# Louve (La Louvière)
Pour les articles homonymes, voir Louve.

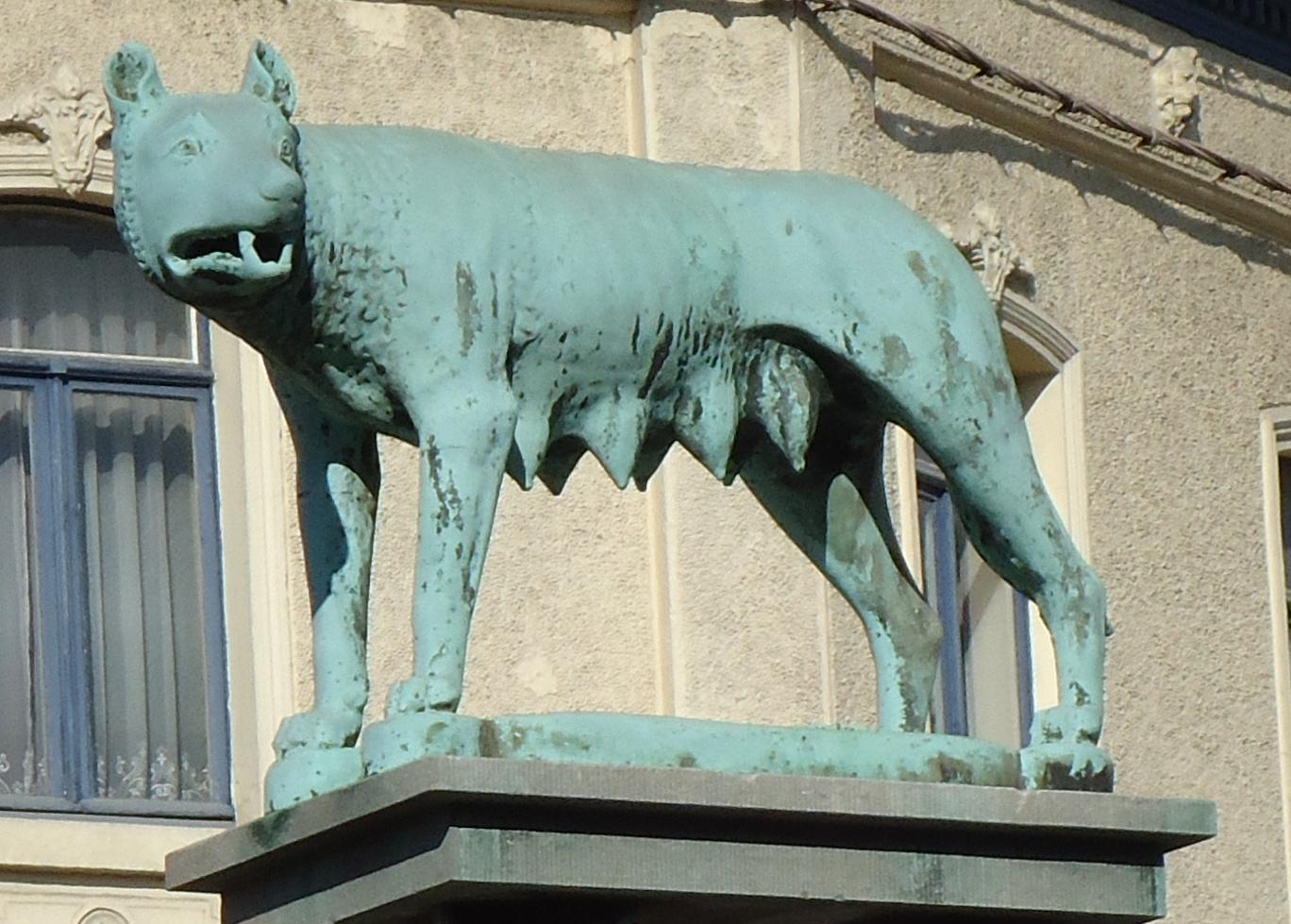
La statue de la Louve de La Louvière

La Louve qui symbolise La Louvière vient de la légende des loups. Cette légende vient du fait qu'une louve aurait allaité un enfant dans la région. En réalité, il y avait beaucoup de loups à cette époque d'où l'origine du nom La Louvière; d'où le nom Luparia (repère de loups), puis Lovaria, La Lovière.
Le monument de la Louve a été inauguré le 26 juillet 1953 et est situé au centre d'un petit rond-point, place de la Louve. Il a été créé par l'architecte Marcel Depelsenaire et le sculpteur Alphonse Darville de Charleroi. Il s'agit d'une copie de la Louve capitoline, sans Romulus et Rémus.
Les armoiries de La Louvière arborent également une louve.

## Sources
- Histoire et petite histoire de La Louvière tome 1 & 2 de Marcel Huwé, Fidèle Mengal et Fernand Liénaux (1984)